# ۱۳۵ (میلادی)
۱۳۵ (میلادی) صد و سی و پنجمین سال تقویم میلادی است.

## درگذشتگان
‎